# Talking Dead
Talking Dead ist eine von Chris Hardwick moderierte Talkshow des US-amerikanischen Fernsehsenders AMC, die sich rund um die Fernsehserien The Walking Dead und Fear the Walking Dead dreht. In der Sendung, die im Anschluss an eine neue Episode der jeweiligen Fernsehserie ausgestrahlt wird, diskutieren Hardwick sowie dessen Gäste – darunter prominente Fans der Serie, Darsteller und weitere Crew-Mitglieder – über die Ereignisse der aktuellen Episode.

## Format
Neben der Diskussion über die aktuelle Episode, bietet die Talkshow auch Einblicke in die Entstehung der Serie, sowie weitere Hintergrundinformationen. Des Weiteren werden Fragen von Fans von Facebook, Twitter oder der offiziellen Website beantwortet. Eine weitere Kategorie ist „In Memoriam“, bei welcher die Tode der vorangegangenen Episode näher beleuchtet werden. Neben der linearen Ausstrahlung im Fernsehen, werden weitere Inhalte online-exklusiv veröffentlicht, die zwischen 5 und 20 Minuten lang sind und als „Talking Talking Dead“ betitelt werden.
Die erste Ausstrahlung der Talkshow fand am 16. Oktober 2011 statt, direkt im Anschluss an die Premiere der zweiten Staffel von The Walking Dead. Am 10. Februar 2013, im Anschluss an die 9. Folge der dritten Staffel, wurde die Sendezeit der Talkshow erstmals auf 60 Minuten verlängert.

## Episodenliste
Neben Robert Kirkman, dem Autor der Serie, waren bereits viele weitere Crew-Mitglieder wie Glen Mazzara, Greg Nicotero, Gale Anne Hurd und Scott M. Gimple als Gäste in der Show.

### Staffel 1 (2011–2012)
Staffel 1 der Talkshow behandelt die zweite Staffel der Fernsehserie.

| Nr. (ges.) | Nr. (St.) | Gäste                                                          | Premiere      | Zuschauer |
| ---------- | --------- | -------------------------------------------------------------- | ------------- | --------- |
| 1          | 1         | Patton Oswalt, James Gunn und Robert Kirkman                   | 16. Okt. 2011 | 1,16 Mio. |
| 2          | 2         | Brian Posehn und Robert Kirkman                                | 23. Okt. 2011 | 1,11 Mio. |
| 3          | 3         | Felicia Day, Jon Heder und Gale Anne Hurd                      | 30. Okt. 2011 | 1,00 Mio. |
| 4          | 4         | Matt Mogk, Matt Besser, Steven Yeun und Lauren Cohan           | 6. Nov. 2011  | 1,00 Mio. |
| 5          | 5         | Aisha Tyler und Michael Rooker                                 | 13. Nov. 2011 | 1,16 Mio. |
| 6          | 6         | Kevin Smith und Paul F. Tompkins                               | 20. Nov. 2011 | –         |
| 7          | 7         | Greg Nicotero, Robert Kirkman, Norman Reedus und Laurie Holden | 27. Nov. 2011 | 1,07 Mio. |
| 8          | 8         | Dave Navarro und Glen Mazzara                                  | 2. Dez. 2011  | –         |
| 9          | 9         | Steven Yeun und Paget Brewster                                 | 19. Dez. 2011 | 1,12 Mio. |
| 10         | 10        | Michael Zegen, Kevin Smith und Scott Wilson                    | 26. Feb. 2012 | 0,96 Mio. |
| 11         | 11        | Greg Nicotero, Scott Ian und Dana Gould                        | 4. März 2012  | –         |
| 12         | 12        | Lauren Cohan und Zachary Levi                                  | 11. März 2012 | 1,33 Mio. |
| 13         | 13        | Robert Kirkman, Glen Mazzara und Laurie Holden                 | 18. März 2012 | 4,30 Mio. |

### Staffel 2 (2012–2013)
Die zweite Staffel behandelt die Episoden der dritten Staffel. Im Juli 2012 wurde eine Spezialfolge zur Vorschau auf die dritte Staffel ausgestrahlt.
| Nr. (ges.) | Nr. (St.) | Gäste                                                                                     | Premiere      | Zuschauer |
| ---------- | --------- | ----------------------------------------------------------------------------------------- | ------------- | --------- |
| —          | —         | Drew Carey, Glen Mazzara, Gale Anne Hurd, David Alpert, Robert Kirkman und Chandler Riggs | 8. Juli 2012  | 1,59 Mio. |
| 14         | 1         | Glen Mazzara und Danai Gurira                                                             | 14. Okt. 2012 | 2,14 Mio. |
| 15         | 2         | Wil Wheaton und Nick Gomez                                                                | 21. Okt. 2012 | 1,88 Mio. |
| 16         | 3         | David Alpert und Bobak Ferdowsi                                                           | 28. Okt. 2012 | 1,75 Mio. |
| 17         | 4         | IronE Singleton und Gale Anne Hurd                                                        | 4. Nov. 2012  | 2,00 Mio. |
| 18         | 5         | Greg Nicotero und Dalton Ross                                                             | 11. Nov. 2012 | 1,93 Mio. |
| 19         | 6         | Joel Madden und Sarah Silverman                                                           | 18. Nov. 2012 | 1,92 Mio. |
| 20         | 7         | CM Punk und Yvette Nicole Brown                                                           | 25. Nov. 2012 | 1,99 Mio. |
| 21         | 8         | Robert Kirkman und Damon Lindelof                                                         | 2. Dez. 2012  | 2,25 Mio. |
| 22         | 9         | Kevin Smith und Steven Yeun                                                               | 10. Feb. 2013 | 4,14 Mio. |
| 23         | 10        | Robert Kirkman, Joe Manganiello und Lew Temple; Musik: Baby Bee                           | 17. Feb. 2013 | 4,01 Mio. |
| 24         | 11        | Retta, Scott Adsit und Emily Kinney                                                       | 24. Feb. 2013 | 3,50 Mio. |
| 25         | 12        | Aisha Tyler und Scott Porter                                                              | 3. März 2013  | 3,75 Mio. |
| 26         | 13        | Keegan-Michael Key, Eliza Dushku und Lauren Cohan; Musik: Jamie N. Commons                | 10. März 2013 | 3,43 Mio. |
| 27         | 14        | Kumail Nanjiani, Todd McFarlane und Laurie Holden; Musik: Voxhaul Broadcast               | 17. März 2013 | 3,71 Mio. |
| 28         | 15        | Reggie Watts, Greg Nicotero, David Morrissey und Michael Rooker                           | 24. März 2013 | 4,49 Mio. |
| 29         | 16        | Norman Reedus, Yvette Nicole Brown und Chad Coleman                                       | 31. März 2013 | 5,16 Mio. |

### Staffel 3 (2013–2014)
Die dritte Staffel Talking Dead behandelt die Ereignisse der vierten Staffel der Fernsehserie.
| Nr. (ges.) | Nr. (St.) | Gäste                                             | Premiere      | Zuschauer |
| ---------- | --------- | ------------------------------------------------- | ------------- | --------- |
| 30         | 1         | Scott M. Gimple und Nathan Fillion                | 13. Okt. 2013 | 5,10 Mio. |
| 31         | 2         | Doug Benson, Greg Nicotero und Hayley Williams    | 20. Okt. 2013 | 4,85 Mio. |
| 32         | 3         | Gale Anne Hurd, Jack Osbourne und Marilyn Manson  | 27. Okt. 2013 | 4,09 Mio. |
| 33         | 4         | Chris Jericho und Gillian Jacobs                  | 3. Nov. 2013  | 4,34 Mio. |
| 34         | 5         | Adam Savage und Breckin Meyer                     | 10. Nov. 2013 | 4,27 Mio. |
| 35         | 6         | Ike Barinholtz und David Morrissey                | 17. Nov. 2013 | 4,07 Mio. |
| 36         | 7         | Paul Scheer, Fred Armisen und Jose Pablo Cantillo | 24. Nov. 2013 | 3,43 Mio. |
| 37         | 8         | Robert Kirkman, Lauren Cohan, Scott Wilson        | 1. Dez. 2013  | 6,02 Mio. |
| 38         | 9         | Greg Nicotero und Danai Gurira                    | 9. Feb. 2014  | 5,85 Mio. |
| 39         | 10        | Joe Kernen, Jim Gaffigan und Alanna Masterson     | 16. Feb. 2014 | 4,77 Mio. |
| 40         | 11        | Michael Cudlitz und Mindy Kaling                  | 23. Feb. 2014 | 4,72 Mio. |
| 41         | 12        | Norman Reedus, Emily Kinney und J. B. Smoove      | 2. März 2014  | 5,01 Mio. |
| 42         | 13        | Lauren Cohan und Sonequa Martin-Green             | 9. März 2014  | 4,62 Mio. |
| 43         | 14        | Melissa McBride, CM Punk und Yvette Nicole Brown  | 16. März 2014 | 5,42 Mio. |
| 44         | 15        | Josh McDermitt und Steven Yeun                    | 23. März 2014 | 5,29 Mio. |
| 45         | 16        | Andrew Lincoln und Scott M. Gimple                | 30. März 2014 | 7,34 Mio. |

### Staffel 4 (2014–2015)
In der vierten Staffel wurde die fünfte Staffel von The Walking Dead diskutiert. Im Juli 2014 wurde eine Spezialfolge ausgestrahlt, die eine Vorschau auf die kommende Staffel bot.

| Nr. (ges.) | Nr. (St.) | Gäste                                                         | Premiere      | Zuschauer |
| ---------- | --------- | ------------------------------------------------------------- | ------------- | --------- |
| —          | —         | Scott M. Gimple und Aisha Tyler                               | 7. Juli 2014  | 2,40 Mio. |
| 46         | 1         | Greg Nicotero, Scott M. Gimple und Conan O’Brien              | 12. Okt. 2014 | 6,88 Mio. |
| 47         | 2         | Matt L. Jones und Chad L. Coleman                             | 19. Okt. 2014 | 5,13 Mio. |
| 48         | 3         | Slash, Mary Lynn Rajskub und Andrew J. West                   | 26. Okt. 2014 | 5,32 Mio. |
| 49         | 4         | Emily Kinney, Ana Gasteyer und John Barrowman                 | 2. Nov. 2014  | 5,98 Mio. |
| 50         | 5         | Michael Cudlitz, Josh McDermitt und Gale Anne Hurd            | 9. Nov. 2014  | 5,63 Mio. |
| 51         | 6         | CM Punk, Yvette Nicole Brown und Tyler James Williams         | 16. Nov. 2014 | 5,36 Mio. |
| 52         | 7         | Paul F. Tompkins, Christian Serratos und Sonequa Martin-Green | 23. Nov. 2014 | 4,18 Mio. |
| 53         | 8         | Keegan-Michael Key, Robert Kirkman und Emily Kinney           | 30. Nov. 2014 | 6,57 Mio. |
| 54         | 9         | Greg Nicotero und Chad L. Coleman                             | 8. Feb. 2015  | 2,85 Mio. |
| 55         | 10        | Robin Lord Taylor, Seth Gilliam und Lauren Cohan              | 15. Feb. 2015 | 5,07 Mio. |
| 56         | 11        | Paul Feig und Danai Gurira                                    | 22. Feb. 2015 | 4,86 Mio. |
| 57         | 12        | Alanna Masterson, Timothy Simons und Denise Huth              | 1. März 2015  | 5,63 Mio. |
| 58         | 13        | Kevin Smith, Ross Marquand und Alexandra Breckenridge         | 8. März 2015  | 5,73 Mio. |
| 59         | 14        | Steven Yeun, Josh McDermitt und Tyler James Williams          | 15. März 2015 | 5,93 Mio. |
| 60         | 15        | Chandler Riggs, Yvette Nicole Brown und Gale Anne Hurd        | 22. März 2015 | 6,02 Mio. |
| 61         | 16        | Norman Reedus, Melissa McBride und Lennie James               | 29. März 2015 | 7,53 Mio. |

### Staffel 5 (2015–2016)
Die ersten 16 Folgen der fünften Staffel der Talkshow drehen sich um die sechste Staffel von The Walking Dead, die restlichen 15 Folgen um die zweite Staffel von Fear the Walking Dead. Weiterhin wurde im August 2015 wurde eine Spezialfolge mit Vorschau auf die zukünftige Staffel The Walking Dead und am 4. Oktober 2015 eine Spezialfolge zum Staffelfinale der ersten Staffel von Fear the Walking Dead ausgestrahlt.

| Nr. (ges.) | Nr. (St.) | Gäste                                                                  | Premiere      | Zuschauer |
| ---------- | --------- | ---------------------------------------------------------------------- | ------------- | --------- |
| —          | —         | Scott M. Gimple und Jorge Garcia                                       | 23. Aug. 2015 | 4,18 Mio. |
| —          | —         | Kim Dickens, Cliff Curtis und Dave Erickson                            | 4. Okt. 2015  | 2,38 Mio. |
| 62         | 1         | Scott M. Gimple, Greg Nicotero und Ethan Embry                         | 11. Okt. 2015 | 5,66 Mio. |
| 63         | 2         | Kevin Smith, Paul Bettany und Katelyn Nacon                            | 18. Okt. 2015 | 4,31 Mio. |
| 64         | 3         | Yvette Nicole Brown und Damon Lindelof                                 | 25. Okt. 2015 | 6,20 Mio. |
| 65         | 4         | Lennie James, John Carroll Lynch und Josh Gad                          | 1. Nov. 2015  | 4,64 Mio. |
| 66         | 5         | Alexandra Breckenridge und Zachary Levi                                | 8. Nov. 2015  | 4,94 Mio. |
| 67         | 6         | Michael Rooker, Paget Brewster und Doug Benson                         | 15. Nov. 2015 | 3,11 Mio. |
| 68         | 7         | Ken Jeong, Gale Anne Hurd, Steven Yeun und Scott M. Gimple             | 22. Nov. 2015 | 3,21 Mio. |
| 69         | 8         | Jason Alexander, Robert Kirkman und Tovah Feldshuh                     | 29. Nov. 2015 | 2,73 Mio. |
| 70         | 9         | Carrie Underwood, Greg Nicotero und Benedict Samuel                    | 14. Feb. 2016 | 6,44 Mio. |
| 71         | 10        | Danai Gurira, Austin Nichols und Nathan Fillion                        | 21. Feb. 2016 | 5,69 Mio. |
| 72         | 11        | Kid Cudi, Lauren Cohan und Tom Payne                                   | 28. Feb. 2016 | 4,89 Mio. |
| 73         | 12        | Alanna Masterson, Ross Marquand und J.B. Smoove                        | 6. März 2016  | 4,84 Mio. |
| 74         | 13        | Paul Feig, Melissa McBride und Alicia Witt                             | 13. März 2016 | 5,06 Mio. |
| 75         | 14        | Christian Serratos, Josh McDermitt und Greg Raewiski                   | 20. März 2016 | 5,33 Mio. |
| 76         | 15        | Yvette Nicole Brown, Denise Huth und Sonequa Martin-Green              | 27. März 2016 | 5,00 Mio. |
| 77         | 16        | Norman Reedus, Scott M. Gimple, Robert Kirkman und Jeffrey Dean Morgan | 3. Apr. 2016  | 6,38 Mio. |
| 78         | 17        | Cliff Curtis, Dave Erickson und Hozier                                 | 10. Apr. 2016 | 2,36 Mio. |
| 79         | 18        | Kim Dickens, Lou Diamond Phillips und Lyndie Greenwood                 | 17. Apr. 2016 | 1,94 Mio. |
| 80         | 19        | Chris Jericho, Lorenzo James Henrie und Michelle Ang                   | 24. Apr. 2016 | 1,69 Mio. |
| 81         | 20        | Yvette Nicole Brown und Colman Domingo                                 | 1. Mai 2016   | 1,64 Mio. |
| 82         | 21        | Alycia Debnam-Carey, Jesse McCartney und Daniel Zovatto                | 8. Mai 2016   | 1,60 Mio. |
| 83         | 22        | Mercedes Mason, Jim Gaffigan und Tamera Mowry-Housley                  | 15. Mai 2016  | 1,60 Mio. |
| 84         | 23        | Gale Anne Hurd, Cliff Curtis, Marlene Forte und Rubén Blades           | 22. Mai 2016  | 0,96 Mio. |
| 85         | 24        | Kim Dickens, Dave Erickson und Danay García                            | 21. Aug. 2016 | 1,35 Mio. |
| 86         | 25        | Kim Dickens, Colman Domingo und Ethan Embry                            | 28. Aug. 2016 | 0,96 Mio. |
| 87         | 26        | Jonah Ray, Kelly Blatz und Karen Bethzabe                              | 4. Sep. 2016  | 1,13 Mio. |
| 88         | 27        | Reggie Watts, Danay Garcia und Paul Calderón                           | 11. Sep. 2016 | 1,06 Mio. |
| 89         | 28        | Mercedes Mason, Dylan Sprayberry und David Alpert                      | 18. Sep. 2016 | 1,11 Mio. |
| 90         | 29        | Drew Scott, Lorenzo James Henrie und Elizabeth Rodriguez               | 25. Sep. 2016 | 1,14 Mio. |
| 91         | 30        | Alycia Debnam-Carey und zwei Überraschungsgäste                        | 2. Okt. 2016  | 1,28 Mio. |